# Chiesa di San Bartolomeo Apostolo (Ormelle)
La chiesa di San Bartolomeo Apostolo è la parrocchiale di Ormelle, in provincia e diocesi di Treviso; fa parte del vicariato di Monastier.

## Storia
La primitiva chiesa di Ormelle venne sostituita nel 1605 da una nuova di maggiori dimensioni, realizzata dal capomastro Bernardino Casagrande.
Nel 1778 l'edificio fu interessato da alcuni interventi di manutenzione, come testimoniato in una relazione del vescovo di Treviso Paolo Francesco Giustinian.
La chiesa venne gravemente danneggiata nel 1917, durante la prima guerra mondiale, e, così, tra il 1922 e il 1924 fu costruita la nuova parrocchiale, ai cui lavori sopraintesero gli ingegneri Giovan Battista Schiratti e Antonio Buratti.
Tra il 1954 e il 1955 si procedette all'aggiunta delle navate laterali e alla realizzazione della nuova facciata con l'ampio nartece.
In ossequio alle norme postconciliari, nei primi anni ottanta il luogo di culto fu dotato dell'ambone e dell'altare rivolto verso l'assemblea; successivamente, nel 2009 si provvide a risanare e risistemare il tetto dell'edificio.

## Descrizione

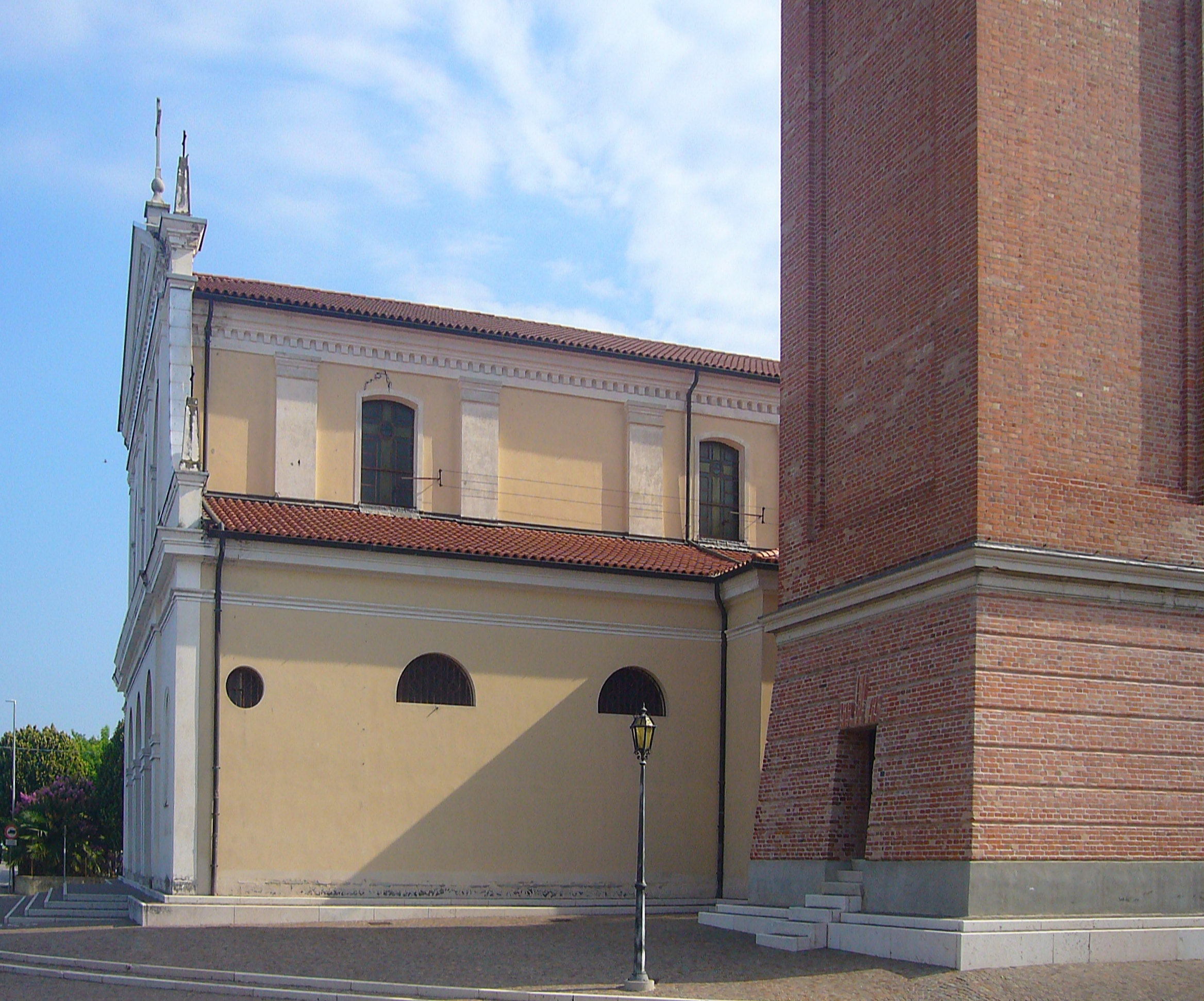
Il fianco meridionale della chiesa e il basamento del campanile

### Esterno
La facciata a salienti della chiesa, rivolta a occidente, è anticipata da un ampio nartece, coronato dal timpano e suddiviso da una cornice marcapiano in due registri, entrambi caratterizzati da ampi archi a tutto sesto; il prospetto presenta al centro il portale d'ingresso e ai lati due nicchie con statue.
Accanto alla parrocchiale è il campanile, che si erge su un alto basamento a scarpa; la cella presenta su ogni lato una serliana e un timpanetto ed è coronata dalla guglia poggiante sul tamburo ottagonale. All’interno della cella campanaria è ospitato un concerto di 3 campane in scala diatonica maggiore di Re3 (Re3, Mi3, Fa#3 calante) + un sonello in Mi4, di cui la prima (Re3) e la terza (Fa#3 calante) sono state fuse dalla Premiata Fonderia De Poli di Vittorio Veneto (TV) nel 1921. Sono le originali ripristinate dall’Opera di Soccorso di Venezia dopo il primo conflitto mondiale. La seconda (Mi3) è stata rifusa dalla Pontificia Fonderia Daciano Colbachini e Figli di Padova nel 1978, mentre il sonello (Mi4) è stato fuso sempre dalla Premiata Fonderia De Poli di Vittorio Veneto (TV) nel 1919.
Le tre campane del concerto di Ormelle possiedono un nome: “Maria” (Re3), “Giuseppina” (Mi3) ed “Anna” (Fa#3 calante).

### Interno

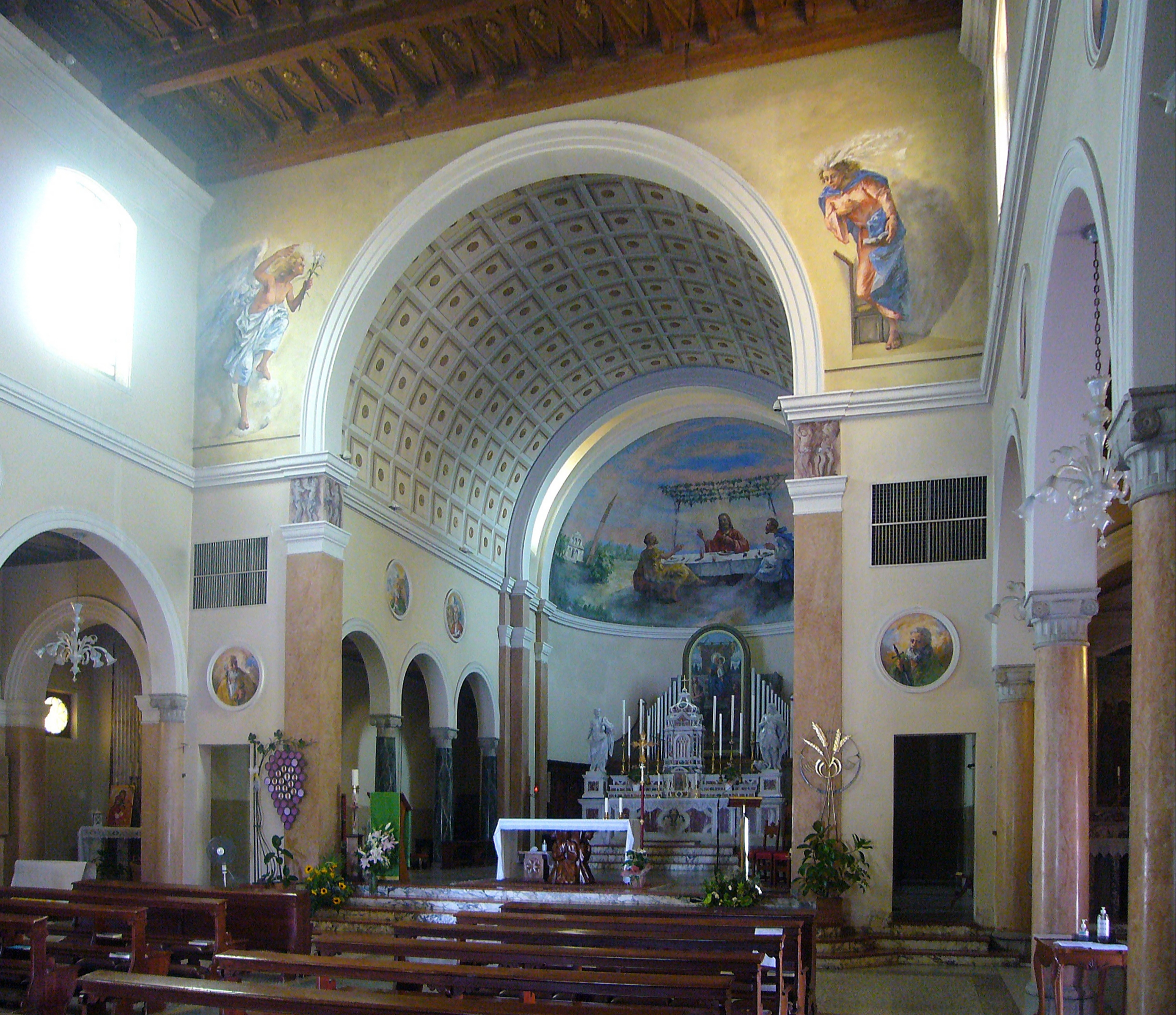
L'interno

L'interno dell'edificio si articola in tre navate, coperte dai soffitti lignei e separate da colonne coronate da capitelli d'ordine corinzio sorreggenti degli archi a tutto sesto, sopra i quali corre la trabeazione su cui si imposta il registro superiore, caratterizzato dalle finestre; al termine dell'aula si sviluppa il presbiterio, rialzato di alcuni gradini, coperto dalla volta a botte e chiuso dall'abside semicircolare.
Qui sono conservate diverse opere di pregio, tra cui la vasca battesimale in stile romanico, scolpita nel XV secolo, la pala ritraente la Madonna col Bambino e quattro Santi, dipinta nel 1568 da Alvise Donato, l'affresco raffigurante l'Annunciazione, eseguito da Clauco Benito Tiozzo, e le due statue dei santi Floriano e Bartolomeo, realizzate da Giovanni Ferrari.